# Hapsidophrys
Hapsidophrys is een geslacht van slangen uit de familie toornslangachtigen (Colubridae) en de onderfamilie Colubrinae. 

## Naam en indeling
De wetenschappelijke naam van de groep werd voor het eerst voorgesteld door Johann Gotthelf Fischer von Waldheim in 1856. Er zijn drie soorten die voorkomen in Afrika.

### Soorten
Het geslacht omvat de volgende soorten, met de auteur en het verspreidingsgebied.
| Naam                     | Auteur          | Verspreidingsgebied |
| ------------------------ | --------------- | --- |
| Hapsidophrys lineatus    | Fischer, 1856   | Oeganda, Tanzania, Kenia, Rwanda, Burundi, Congo-Kinshasa, Congo-Brazzaville, Gabon, Equatoriaal-Guinea, Kameroen, Nigeria, Togo, Ghana, Ivoorkust, Liberia, Sierra Leone, Guinee, Guinee-Bissau, Centraal-Afrikaanse Republiek, Soedan, mogelijk in Benin |
| Hapsidophrys principis   | Boulenger, 1906 | Sao Tomé en Principe |
| Hapsidophrys smaragdinus | Schlegel, 1837  | Oeganda, Congo-Kinshasa, Angola, Congo-Brazzaville, Gabon, Equatoriaal-Guinea, Kameroen, Centraal-Afrikaanse Republiek, Nigeria, Togo, Ivoorkust, Liberia, Sierra Leone, Guinee, Guinee-Bissau, Gambia, Tanzania, Sao Tomé en Principe, mogelijk in Benin  |

## Verspreidingsgebied
Alle soorten komen voor in delen van Afrika, ten zuiden van de Sahara en leven in de landen Oeganda, Gambia, Sao Tomé en Principe, Tanzania, Kenia, Rwanda, Burundi, Congo-Kinshasa, Congo-Brazzaville, Gabon, Equatoriaal-Guinea, Kameroen, Nigeria, Togo, Ghana, Ivoorkust, Liberia, Sierra Leone, Guinee, Guinee-Bissau, Centraal-Afrikaanse Republiek, Soedan en mogelijk in Benin.